# Jardim Botânico de Göttingen

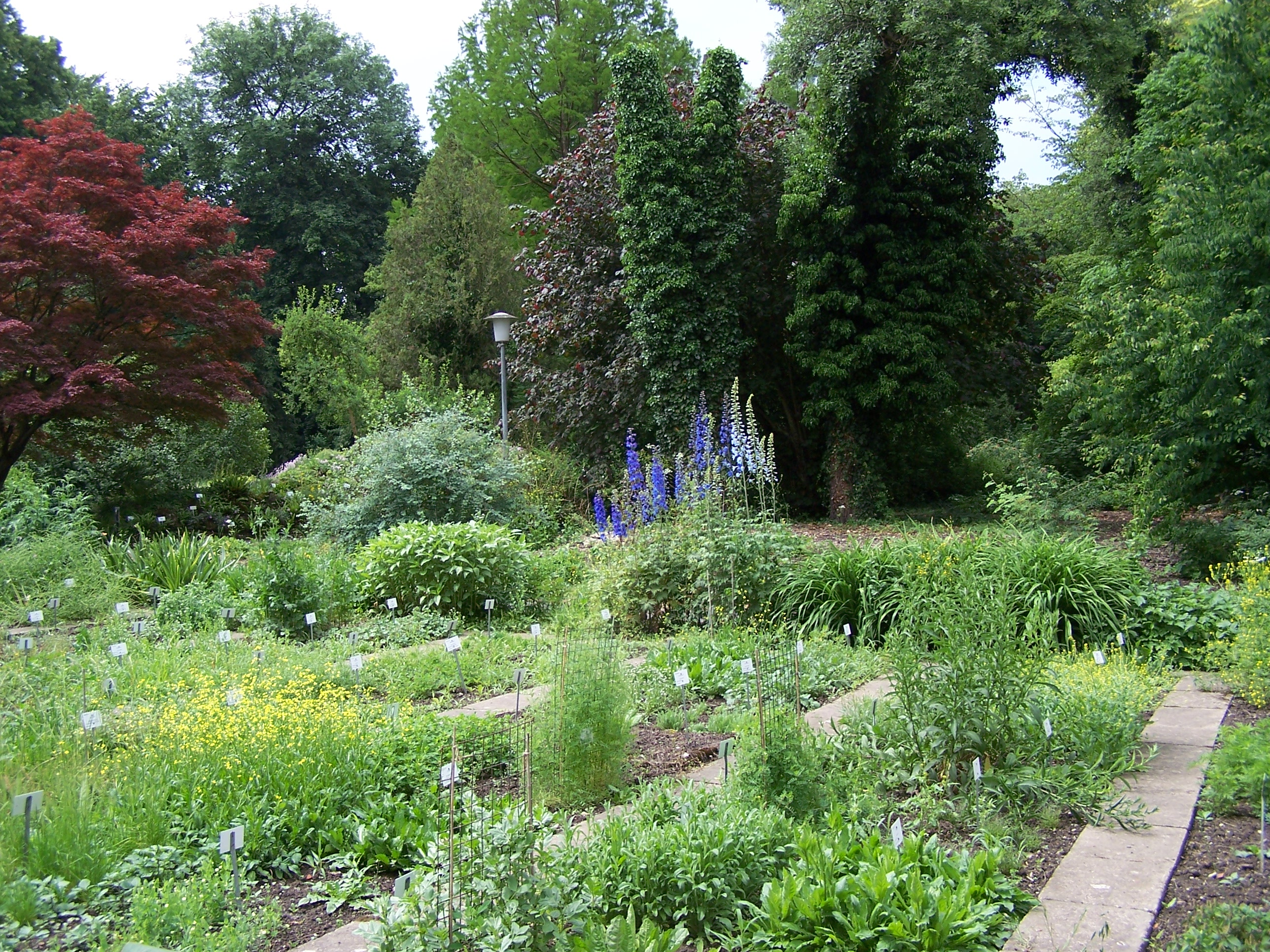
Jardim Botânico de Gotinga

O Jardim botânico da Universidade de Gotinga (em alemão Botanischen Garten der Universität Göttingen) foi fundado por Albrecht von Haller (1708-1777) em 1736. Compreende actualmente dois conjuntos: o antigo jardim botânico, consagrado à sistemática vegetal, e o novo jardim botânico, consagrado à ecologia.

## O antigo jardim
O antigo jardim encontra-se situado na própria cidade de Gotinga, estendendo-se por 5 hectares e conta com mais de 10 mil espécies de plantas. Numerosas zonas do jardim mantém-se inalteradas há cerca de um século, o que atrai uma rica fauna de insectos, répteis e anfíbios. Nas secções abertas ao público, este pode admirar plantas das florestas tropicais húmidas, cicadáceas, aráceas, plantas suculentas, pteridófitas e plantas aquáticas. Ele inclui um Instituto botânico (Albrecht-von-Haller-Institut für Pflanzenwissenschaften).
Alguns nomes associados a esta instituição:
- Gustav Albert Peter (1853-1937), director de 1888 a 1923.
- Carl Bonstedt (1866-1953), inspector dos jardins de 1900 a 1931.
- Herold Georg Wilhelm Johannes Schweickerdt (1903-1977), inspector dos jardins de 1940 a 1964.

## O novo jardim
O novo jardim (em alemão Neuer Botanischer Garten der Universität Göttingen) foi fundado em 1967, quando as experiências sobre ecologia experimental conduzidas por Heinz Ellenberg (1913-1997) necessitaram de mais espaço. O jardim está dedicado aos aspectos ecológicos e suas vertentes sociais. Podem-se encontrar aí ecossistemas de florestas temperadas europeias, americanas e asiáticas. 